# Святослав Логинов
Святослав Владимирович Логинов е руски съветски писател, автор на научна фантастика, чието истинско име е Святослав Владимирович Витман.

## Биография
Логинов е роден на 9 октомври 1951 г. в гр. Ворошилов (днешен Усурийск). Скоро след раждането му семейството му се премества в Ленинград (днешен Санкт Петербург), където той завършва факултета по химия в държавния университет.
През следващите години работи на много места. След 1974 г. участва в семинара на фантастите под ръководството на Борис Стругацки. С професионална писателска дейност се занимава след 1995 г.
Първото му публикувано произведение е разказът „Грибники“, който излиза през 1974 г.